# 岡田真由子
岡田 真由子（おかだ まゆこ）は、テレビ朝日の元アナウンサー。2014年現在、総務局総務部に在籍。

## 人物・経歴
津田塾大学学芸学部を卒業後、1992年にテレビ朝日に入社。同期に同局アナウンサーの山口豊と元アナウンサーの岡田洋子がいる。
広報時代、テレビ東京『出没!アド街ック天国』に、六本木ヒルズへ移転したテレビ朝日新社屋施設紹介の際に広報所属岡田真由子として出演する。
2004年、編成制作局映画センターへ異動。『やぐちひとり』と『日曜洋画劇場』のプロデューサーを務める。
その後はコンテンツビジネスセンターを経て、2010年6月付で総務局総務部に現職。

## 担当番組
- OH!エルくらぶ